# Comuna Jukîn, Vîșhorod
Jukîn (în ucraineană Жукин) este o comună în raionul Vîșhorod, regiunea Kiev, Ucraina, formată din satele Jukîn (reședința) și Rovji.

## Demografie
Componența lingvistică a comunei Jukîn
     Ucraineană (94,63%)
     Rusă (4,33%)
     Alte limbi (0,52%)
Conform recensământului din 2001, majoritatea populației comunei Jukîn era vorbitoare de ucraineană (94,63%), existând în minoritate și vorbitori de rusă (4,33%).